# 小行星8822
小行星8822（英語：8822 Shuryanka）是一颗围绕太阳公转的小行星。1987年9月1日，柳德米拉·卡拉季奇在纳昂切尼奇发现了此天体。
这颗小行星的绝对星等为298.26709等。